# 1643
Il 1643 (MDCXLIII in numeri romani) è un anno  del XVII secolo.

## Eventi
- 21 gennaio – durante il viaggio di ritorno dalla sua spedizione l'esploratore olandese Abel Tasman attraversa per primo l'arcipelago delle Tonga e poco dopo avvista le isole Figi.
- Evangelista Torricelli costruisce il primo barometro.
- Edita a Venezia una raccolta Sugli autori del ben parlare di Giuseppe degli Aromatari
- L'esploratore russo Kurbat Ivanov scopre il lago Bajkal.
- 14 maggio – muore il Re di Francia Luigi XIII. Gli succede il figlio Luigi XIV di 4 anni, il "Re Sole"' sotto la reggenza della Regina madre Anna d'Austria.
- 16 maggio – Guerra civile inglese, battaglia di Stratton: i Realisti di Carlo I d'Inghilterra sconfiggono i Parlamentaristi.
- 19 maggio – Guerra dei trent'anni, fase francese, battaglia di Rocroi: l'esercito francese sconfigge quello spagnolo di Filippo IV d'Asburgo.
- 30 giugno – Guerra civile inglese, battaglia di Adwalton Moor: i Realisti di Re Carlo I Stuart sconfiggono i Parlamentaristi.
- 5 luglio – Guerra civile inglese, battaglia di Lansdowne: i Realisti di Carlo I Stuart sconfiggono i Parlamentaristi. Nella battaglia il comandante dell'esercito realista Ralph Hopton viene ferito.
- 13 luglio – Guerra civile inglese, battaglia di Roundway Down: i Realisti di Carlo I Stuart sconfiggono i Parlamentaristi.
- 2 agosto – Guerra civile inglese: la città di Dorchester viene conquistata dall'esercito realista di Carlo I Stuart.
- 20 settembre – Guerra civile inglese, battaglia di Newbury tra i Realisti di Re Carlo I Stuart e i Parlamentaristi, dall'esito incerto
- 24 novembre – Guerra dei trent'anni, fase francese, battaglia di Tuttlingen: l'esercito del Sacro Romano Impero Germanico dell'Imperatore Ferdinando III d'Asburgo sconfigge quello francese.
- 12 dicembre – Guerra di Torstenson: il generale svedese Lennart Torstenson conquista la città danese di Bad Oldesloe.

## Nati

### Gennaio
- 2 gennaio - Eleonora d'Este, principessa e religiosa italiana († 1722)
- 11 gennaio - Antonio Nasini, pittore e presbitero italiano († 1715)
- 16 gennaio - Carlo Palma, vescovo cattolico italiano († 1718)

### Febbraio
- 15 febbraio - Giovanni Antonio Solinas, gesuita e missionario italiano († 1683)
- 24 febbraio - Orazio Marinali, scultore italiano († 1720)
- 25 febbraio - Ahmed II, sultano ottomano († 1695)

### Marzo
- 4 marzo - Fran Krsto Frankopan, scrittore e politico croato († 1671)
- 16 marzo - Jacques de Goyon de Matignon, vescovo cattolico francese († 1727)
- 17 marzo - Fabrizio Spada, cardinale italiano († 1717)
- 23 marzo - María de León Bello y Delgado, religiosa spagnola († 1731)
- 25 marzo - Louis Moréri, storico francese († 1680)
- 29 marzo - Louis Phélypeaux, politico e funzionario francese († 1727)

### Aprile
- 3 aprile - Carlo V di Lorena, nobile († 1690)
- 14 aprile - Filippo Notarbartolo Cipolla, principe († 1708)

### Maggio
- 4 maggio - José Sarmiento y Valladares,  spagnolo († 1708)
- 5 maggio - Carlo Antonio Casnedi, teologo e gesuita italiano († 1725)
- 7 maggio - Stephanus Van Cortlandt, politico statunitense († 1700)
- 14 maggio - Giacomo Amato, architetto italiano († 1732)

### Luglio
- 3 luglio - Alessandro Stradella, compositore italiano († 1682)
- 3 luglio - Johann Ernst von Thun und Hohenstein, arcivescovo cattolico austriaco († 1709)
- 15 luglio - Henri Arnaud, religioso francese († 1721)
- 25 luglio - Louis Abry, pittore e scrittore belga († 1720)
- 26 luglio - Burchard de Volder, fisico e matematico olandese († 1709)
- 29 luglio - Enrico III Giulio di Borbone-Condé, principe francese († 1709)

### Agosto
- 14 agosto - Prospero Mandosio, storico e drammaturgo italiano († 1724)
- 18 agosto - Guglielmo Ludovico di Anhalt-Harzgerode, nobile tedesco († 1709)
- 21 agosto - Alfonso VI del Portogallo, sovrano († 1683)
- 24 agosto - Emmanuel Théodose de La Tour d'Auvergne, nobile e cardinale francese († 1715)

### Settembre
- 3 settembre - Lorenzo Bellini, medico, anatomista e poeta italiano († 1703)
- 14 settembre - Alvise Cima, pittore e cartografo italiano († 1710)
- 14 settembre - Joseph de Jouvancy, latinista francese († 1719)
- 17 settembre - Francis Howard, V barone Howard di Effingham, nobile inglese († 1694)
- 18 settembre - Gilbert Burnet, vescovo anglicano e storico scozzese († 1715)
- 26 settembre - Marcantonio Grillo, III marchese di Clarafuente, nobile italiano († 1706)

### Ottobre
- 1º ottobre - Angelo Legrenzi, medico e scrittore italiano († 1708)
- 14 ottobre - Bahadur Shah I, sovrano indiano († 1712)

### Novembre
- 9 novembre - Christina Anna Skytte,  svedese († 1677)
- 16 novembre - Jean Chardin, gioielliere, viaggiatore e scrittore francese († 1713)
- 21 novembre - Georg Samuel Doerfel, astronomo e teologo tedesco († 1688)
- 22 novembre - René Robert Cavelier de La Salle, esploratore francese († 1687)
- 23 novembre - Eberhard von Danckelmann, politico tedesco († 1722)

### Dicembre
- 1º dicembre - Ferdinando II Filippo Gonzaga, nobile italiano († 1672)
- 5 dicembre - Giovanni Battista Anguisciola, arcivescovo cattolico e diplomatico italiano († 1707)
- 7 dicembre - Giovanni Battista Falda, incisore italiano († 1678)
- 26 dicembre - Ernest Alexandre Dominique d'Arenberg, generale belga († 1686)

### Senza giorno specificato
- Dominik Mikołaj Radziwiłł, nobile e politico polacco († 1697)
- Kiyohara Yukinobu, pittrice giapponese († 1682)
- Pirro Maria Gabrielli, medico italiano († 1705)
- Carlo Berlingeri, arcivescovo cattolico italiano († 1719)
- Giovan Battista Boncori, pittore italiano († 1699)
- Johannes Bredenburg, filosofo olandese († 1691)
- François de Camps, presbitero, numismatico e antiquario francese († 1723)
- Giacomo Cantelli, cartografo italiano († 1695)
- David Carnegie, III conte di Northesk, nobile scozzese († 1688)
- Marc-Antoine Charpentier, compositore francese († 1704)
- Jean-Baptiste Denys, medico francese († 1704)
- Claude Duval, brigante francese († 1670)
- Giuseppe Gaetani d'Aragona, patriarca cattolico, diplomatico e nobile italiano († 1710)
- Filippo Gherardi, pittore italiano († 1704)
- Ludovico Gimignani, pittore italiano († 1697)
- Giuseppe Giosafatti, scultore italiano († 1731)
- Sebastiano Giribaldi, teologo italiano († 1720)
- Filippo di Lorena, nobile francese († 1702)
- Michel Maille, scultore francese († 1703)
- Carlo Marcellini, stuccatore, scultore e architetto italiano († 1713)
- Pietro Marchitelli, violinista italiano († 1729)
- Francesco Mazzuoli, architetto e scultore italiano († 1692)
- Nathan di Gaza, profeta ottomano († 1680)
- Luigi Quaini, pittore italiano († 1717)
- Johann Adam Reincken, organista e compositore tedesco († 1722)
- Pandolfo Reschi, pittore polacco († 1699)
- Antonio Rolli, pittore italiano († 1695)
- Francesco Scala, pittore italiano († 1698)
- Godfried Schalcken, pittore olandese († 1706)
- Diego de Vargas,  spagnolo († 1704)
- Ilona Zrínyi, nobile ungherese († 1703)
- Tsewang Rabtan († 1727)

## Morti

### Gennaio
- 3 gennaio - Rodrigo da Cunha, arcivescovo cattolico, politico e storico portoghese (n. 1577)
- 5 gennaio - Juan Bautista Comes, compositore spagnolo (n. 1582)
- 8 gennaio - Giovanni Camillo Glorioso, matematico e astronomo italiano (n. 1572)
- 16 gennaio - Secondo Lancellotti, scrittore e religioso italiano (n. 1583)

### Febbraio
- 4 febbraio - Pietro Campori, cardinale e vescovo cattolico italiano (n. 1553)
- 7 febbraio - Mikołaj Szyszkowski, politico (n. 1590)
- 8 febbraio - Sidney Godolphin, poeta e politico britannico (n. 1610)
- 11 febbraio - Anna Maria del Palatinato-Neuburg, nobile tedesca (n. 1575)
- 15 febbraio - Giuliana di Nassau-Dillenburg, nobildonna tedesca (n. 1587)
- 25 febbraio - Marco da Gagliano, compositore e religioso italiano (n. 1582)

### Marzo
- 1º marzo - Girolamo Frescobaldi, compositore, organista e clavicembalista italiano (n. 1583)
- 3 marzo - Sigismondo Coccapani, pittore e architetto italiano (n. 1583)
- 19 marzo - Spencer Compton, II conte di Northampton, ufficiale e politico inglese (n. 1601)
- 20 marzo - Johann Kirchmann, filologo, storico e pedagogo tedesco (n. 1575)
- 29 marzo - Leonardo Duardo, religioso italiano (n. 1566)

### Aprile
- 3 aprile - Bartolomeo Picchiatti, architetto e ingegnere italiano (n. 1571)
- 4 aprile - Simon Episcopius, teologo olandese (n. 1583)
- 8 aprile - William Feilding, I conte di Denbigh, politico e ufficiale inglese (n. 1587)
- 9 aprile - Benedetto Castelli, monaco cristiano, matematico e fisico italiano (n. 1578)
- 13 aprile - Margherita Farnese, nobile italiano (n. 1567)
- 20 aprile - Christoph Demantius, compositore, teorico della musica e poeta tedesco (n. 1567)
- 28 aprile - Filippo III d'Assia-Butzbach, nobile tedesco (n. 1581)

### Maggio
- 4 maggio - Adam de Coster, pittore fiammingo (n. 1586)
- 14 maggio - Luigi XIII di Francia, re (n. 1601)
- 17 maggio - Giovanni Picchi, compositore, organista e liutista italiano
- 29 maggio - Bernardino Radi, architetto, scultore e incisore italiano (n. 1581)
- 30 maggio - Cornelio Frangipane il Giovane, giurista, astrologo e poeta italiano (n. 1553)

### Giugno
- 6 giugno - Pietro Francesco Montorio, vescovo cattolico e diplomatico italiano (n. 1556)
- 18 giugno - John Hampden, politico britannico (n. 1594)
- 20 giugno - Caterina Scappi, filantropa maltese

### Luglio
- 18 luglio - François Duquesnoy, scultore fiammingo (n. 1597)

### Agosto
- 7 agosto - Hendrik Brouwer, esploratore e ammiraglio olandese (n. 1581)
- 7 agosto - Margherita di Brunswick-Lüneburg, principessa (n. 1573)
- 11 agosto - Giuseppe Ripamonti, presbitero e storico italiano (n. 1573)
- 15 agosto - Hans Jordaens III, pittore e disegnatore fiammingo
- 22 agosto - Philippe de Carteret II, nobile britannico (n. 1584)
- 22 agosto - Johann Georg Wirsung, medico, anatomista e chirurgo tedesco (n. 1589)

### Settembre
- 8 settembre - Giovanni Ciampoli, presbitero, poeta e umanista italiano (n. 1589)
- 15 settembre - Richard Boyle, I conte di Cork, nobile britannico (n. 1566)
- 20 settembre - Robert Dormer, I conte di Carnarvon, militare inglese (n. 1610)
- 20 settembre - Henry Spencer, I conte di Sunderland, militare inglese (n. 1620)
- 21 settembre - Huang Taiji, politico e condottiero cinese (n. 1592)

### Ottobre
- 23 ottobre - Pietro Corsetto, vescovo cattolico italiano
- 26 ottobre - Kasuga no Tsubone, nobile e politica giapponese (n. 1579)

### Novembre
- 3 novembre - Paolo Guldino, matematico e astronomo svizzero (n. 1577)
- 6 novembre - Abraham Azulai, rabbino e religioso marocchino (n. 1570)
- 9 novembre - Anthony Grey, IX conte di Kent, nobile e politico inglese (n. 1557)
- 14 novembre - Henry Hastings, V conte di Huntingdon, nobile inglese (n. 1586)
- 15 novembre - Tachibana Muneshige, militare giapponese (n. 1567)
- 23 novembre - Clemente Gera, vescovo cattolico italiano
- 29 novembre - Tobias Adami, filosofo tedesco (n. 1581)
- 29 novembre - Claudio Monteverdi, compositore italiano (n. 1567)

### Dicembre
- 1º dicembre - Johann Christoph von Liechtenstein-Kastelkorn, vescovo cattolico austriaco (n. 1591)
- 7 dicembre - Annella di Massimo, pittrice italiana (n. 1602)
- 8 dicembre - John Pym, politico inglese (n. 1584)
- 11 dicembre - Herman Wrangel, militare svedese
- 21 dicembre - Armand d'Athos, militare e agente segreto francese (n. 1615)
- 30 dicembre - Giovanni Baglione, pittore italiano
- 31 dicembre - Ottaviano Raggi, cardinale e vescovo cattolico italiano (n. 1592)

### Senza giorno specificato
- Sebastiano Andreantonelli, presbitero e storico italiano (n. 1594)
- Benadduce Benadduci, magistrato italiano (n. 1601)
- Gasparo Berti, matematico, fisico e astronomo italiano (n. 1600)
- Abraham Bosschaert, pittore olandese (n. 1612)
- Sophie Brahe, astronoma e scienziata danese
- William Cartwright, drammaturgo inglese (n. 1611)
- Cornelis Jacobsz Delff, pittore olandese (n. 1571)
- Giovanni Stefano Doria, doge (n. 1578)
- Jean Duvergier de Hauranne, teologo francese (n. 1581)
- Ottavio Farnese,  italiano (n. 1598)
- Orazio Ferraro, pittore italiano (n. 1561)
- Lucas Franchoijs il Vecchio, pittore fiammingo (n. 1574)
- Agostino Gallarati, medico e fisico italiano (n. 1568)
- Francesco Gonzaga, militare italiano (n. 1593)
- Frans de Grebber, pittore olandese (n. 1573)
- Pierre Hérigone, matematico e astronomo francese (n. 1580)
- Anne Hutchinson, teologa inglese (n. 1591)
- Giuseppe Nuvolo, monaco cristiano e architetto italiano (n. 1570)
- Mícheál Ó Cléirigh, storico irlandese (n. 1590)
- Pedro de Oña, poeta cileno (n. 1570)
- Marten Pepijn, pittore fiammingo (n. 1575)
- Simondio Salimbeni, pittore italiano (n. 1597)
- John Saris, navigatore e mercante britannico
- Fortunato Scacchi, religioso e teologo italiano (n. 1573)
- Francesco Silva, scultore svizzero (n. 1560)
- Vincenzo Tedeschi, scultore italiano
- Paulus Traudenius, politico e mercante olandese
- Ottavio Vannini, pittore italiano (n. 1585)
- Abraham Sladkowski, vescovo cattolico polacco (n. 1581)

## Calendario
| Calendario 1643 | Calendario 1643 | Calendario 1643 | Calendario 1643 | Calendario 1643 | Calendario 1643 | Calendario 1643 | Calendario 1643 | Calendario 1643 | Calendario 1643 | Calendario 1643 | Calendario 1643 | Calendario 1643 | Calendario 1643 | Calendario 1643 | Calendario 1643 | Calendario 1643 | Calendario 1643 | Calendario 1643 | Calendario 1643 | Calendario 1643 | Calendario 1643 | Calendario 1643 | Calendario 1643 | Calendario 1643 | Calendario 1643 | Calendario 1643 | Calendario 1643 | Calendario 1643 | Calendario 1643 | Calendario 1643 | Calendario 1643 | Calendario 1643 |
| --------------- | --------------- | --------------- | --------------- | --------------- | --------------- | --------------- | --------------- | --------------- | --------------- | --------------- | --------------- | --------------- | --------------- | --------------- | --------------- | --------------- | --------------- | --------------- | --------------- | --------------- | --------------- | --------------- | --------------- | --------------- | --------------- | --------------- | --------------- | --------------- | --------------- | --------------- | --------------- | --------------- |
|                 | 1               | 2               | 3               | 4               | 5               | 6               | 7               | 8               | 9               | 10              | 11              | 12              | 13              | 14              | 15              | 16              | 17              | 18              | 19              | 20              | 21              | 22              | 23              | 24              | 25              | 26              | 27              | 28              | 29              | 30              | 31              |                 |
| Gennaio         | Gi              | Ve              | Sa              | Do              | Lu              | Ma              | Me              | Gi              | Ve              | Sa              | Do              | Lu              | Ma              | Me              | Gi              | Ve              | Sa              | Do              | Lu              | Ma              | Me              | Gi              | Ve              | Sa              | Do              | Lu              | Ma              | Me              | Gi              | Ve              | Sa              |                 |
| Febbraio        | Do              | Lu              | Ma              | Me              | Gi              | Ve              | Sa              | Do              | Lu              | Ma              | Me              | Gi              | Ve              | Sa              | Do              | Lu              | Ma              | Me              | Gi              | Ve              | Sa              | Do              | Lu              | Ma              | Me              | Gi              | Ve              | Sa              |                 |                 |                 |                 |
| Marzo           | Do              | Lu              | Ma              | Me              | Gi              | Ve              | Sa              | Do              | Lu              | Ma              | Me              | Gi              | Ve              | Sa              | Do              | Lu              | Ma              | Me              | Gi              | Ve              | Sa              | Do              | Lu              | Ma              | Me              | Gi              | Ve              | Sa              | Do              | Lu              | Ma              |                 |
| Aprile          | Me              | Gi              | Ve              | Sa              | Do              | Lu              | Ma              | Me              | Gi              | Ve              | Sa              | Do              | Lu              | Ma              | Me              | Gi              | Ve              | Sa              | Do              | Lu              | Ma              | Me              | Gi              | Ve              | Sa              | Do              | Lu              | Ma              | Me              | Gi              |                 |                 |
| Maggio          | Ve              | Sa              | Do              | Lu              | Ma              | Me              | Gi              | Ve              | Sa              | Do              | Lu              | Ma              | Me              | Gi              | Ve              | Sa              | Do              | Lu              | Ma              | Me              | Gi              | Ve              | Sa              | Do              | Lu              | Ma              | Me              | Gi              | Ve              | Sa              | Do              |                 |
| Giugno          | Lu              | Ma              | Me              | Gi              | Ve              | Sa              | Do              | Lu              | Ma              | Me              | Gi              | Ve              | Sa              | Do              | Lu              | Ma              | Me              | Gi              | Ve              | Sa              | Do              | Lu              | Ma              | Me              | Gi              | Ve              | Sa              | Do              | Lu              | Ma              |                 |                 |
| Luglio          | Me              | Gi              | Ve              | Sa              | Do              | Lu              | Ma              | Me              | Gi              | Ve              | Sa              | Do              | Lu              | Ma              | Me              | Gi              | Ve              | Sa              | Do              | Lu              | Ma              | Me              | Gi              | Ve              | Sa              | Do              | Lu              | Ma              | Me              | Gi              | Ve              |                 |
| Agosto          | Sa              | Do              | Lu              | Ma              | Me              | Gi              | Ve              | Sa              | Do              | Lu              | Ma              | Me              | Gi              | Ve              | Sa              | Do              | Lu              | Ma              | Me              | Gi              | Ve              | Sa              | Do              | Lu              | Ma              | Me              | Gi              | Ve              | Sa              | Do              | Lu              |                 |
| Settembre       | Ma              | Me              | Gi              | Ve              | Sa              | Do              | Lu              | Ma              | Me              | Gi              | Ve              | Sa              | Do              | Lu              | Ma              | Me              | Gi              | Ve              | Sa              | Do              | Lu              | Ma              | Me              | Gi              | Ve              | Sa              | Do              | Lu              | Ma              | Me              |                 |                 |
| Ottobre         | Gi              | Ve              | Sa              | Do              | Lu              | Ma              | Me              | Gi              | Ve              | Sa              | Do              | Lu              | Ma              | Me              | Gi              | Ve              | Sa              | Do              | Lu              | Ma              | Me              | Gi              | Ve              | Sa              | Do              | Lu              | Ma              | Me              | Gi              | Ve              | Sa              |                 |
| Novembre        | Do              | Lu              | Ma              | Me              | Gi              | Ve              | Sa              | Do              | Lu              | Ma              | Me              | Gi              | Ve              | Sa              | Do              | Lu              | Ma              | Me              | Gi              | Ve              | Sa              | Do              | Lu              | Ma              | Me              | Gi              | Ve              | Sa              | Do              | Lu              |                 |                 |
| Dicembre        | Ma              | Me              | Gi              | Ve              | Sa              | Do              | Lu              | Ma              | Me              | Gi              | Ve              | Sa              | Do              | Lu              | Ma              | Me              | Gi              | Ve              | Sa              | Do              | Lu              | Ma              | Me              | Gi              | Ve              | Sa              | Do              | Lu              | Ma              | Me              | Gi              |                 |